# ¿Cuál es?
¿Cuál es? fue un programa de radio argentino emitido en Rock & Pop.
Durante sus primeros cuatro meses se emitió de lunes a viernes, de 16:00 a 19:00 (HOA). Desde el 19 de julio de 1993, y hasta su final, estuvo al aire de lunes a viernes, de 9:00 a 13:00 (HOA).

## Equipo
- Conductores: Mario Pergolini, Eduardo de la Puente, Marcelo Gantman
- Productores y asistentes: Nacho Goano, Andy Kusnetzoff, Paola Paparella, María Marta Camino, Gonzalo Vázquez
- Locutores: Alejandro Podetti, Vanina Parejas, Héctor Park[1]
- Guionistas: Eduardo de la Puente, Santiago Bluguermann, Diego Miller, Emiliano Goggia
- Coordinadores: Santiago Bluguermann
- Operadores técnicos: Andrés Casadó, Martin Codini
- Editores: Javier Cortés, Leandro Adrogué, Diego Cannizzaro, Fabricio Lartigau, Héctor Armas
- Columnistas: Guillermo Hernández, Golo, Alfredo Rosso, Gustavo Olmedo, Alejandro Rozitchner, Hernán Arrojo, Gloria Guerrero, Fernando Zigman, Alberto Chattaz, Eduardo Goytman, Jorge Halperín, Carlos Lescano, Felipe Pigna, Jorge Tartaglione, Sergio Cirigliano, Maximiliano Peñalver, Martín Jáuregui, Leo Regueira, Ramiro Quesada
- Cronistas en exteriores: Freddy Villareal, José María Listorti, Diego Ángeli, Pablo Valente, Mariano Senna

## Historia
Comenzó como un programa vespertino pero a los pocos meses, cuando se despidió Un gallego en La Luna a cargo del Mariscal Romero, se mudó a la segunda mañana de Rock & Pop; su horario definitivo.
Fue el ciclo líder en las mediciones de audiencia dentro de su misma emisora y también en el horario matutino de la radio Argentina durante casi toda su historia.

## Estudio
El 8 de agosto de 2008, con una presentación en vivo de Divididos, se inauguró el estudio Bolas de Freire (nombre creado en alusión a la clásica pieza de panadería argentina, y a la calle del edificio, dónde funcionó el estudio en cuestión). Un moderno espacio de 220 metros cuadrados, equipado entonces con la tecnología digital más moderna para radiodifusión, que además contó con su propio estudio para que tocaran músicos en vivo, bautizado Norberto Napolitano.

## Cancelación
El programa finalizó poco tiempo después de conocerse la noticia, al aire, de que su equipo no continuaría en Rock & Pop.
Se emitió por última vez sin la presencia de todos sus integrantes, algunos de ellos se habían despedido unos días antes, y sobre el final hablaron de la Puente y Pergolini. Este último dio un breve discurso, tras el cual lloró silenciosamente al aire. Lo último que pudo decir, entre lágrimas, fue "Bueno, chau a todos".
¿Cuál es? se despidió así, a las 12:54 (HOA) con el tema, "No está mal la soledad" de Los Limones, en lugar de sus clásicos temas de cierre "Yo soy tu amigo fiel" de la película Toy Story ó "Carnaval toda la vida" de los Fabulosos Cadillacs.